# Franconia Inferioară
Unterfranken, nume german cu traducerea Franconia Inferioară, este una din cele șapte regiuni administrative de tip Regierungsbezirk din landul Bavaria, Germania. Tot Unterfranken se numește și unitatea administrativă de tip Bezirk (în traducere liberă: „circumscripție”), identică teritorial cu regiunea administrativă Franconia Inferioară, dar având atribuții diferite.
Regiunea este situată în nord-vestul Bavariei, având la sud graniță cu landul Baden-Württemberg, la vest și nord-vest cu Hessa, în nord-est cu landul Turingia, iar în est și sud-est cu regiunile Oberfranken și Mittelfranken ale Bavariei. Sediul regiunii administrative se găsește la Würzburg.

Poziţia regiunii Franconia Inferioară (Unterfranken) în Germania

Poziţia regiunii Franconia Inferioară (Unterfranken) în Bavaria

Teritoriul regiunii este traversat de râul Main; din această cauză o parte din regiune este numită Mainfranken.

## Impărțire administrativă
Regiunea cuprinde trei orașe care nu țin administrativ de vreun district rural (sunt districte urbane, adică orașe district), precum și nouă districte rurale:

### Orașe districte urbane (kreisfreie Stadt)
1. Aschaffenburg
2. Schweinfurt
3. Würzburg

### Districte rurale (Landkreis)
1. Aschaffenburg (district)
2. Bad Kissingen (district)
3. Haßberge (district)
4. Kitzingen (district)
5. Main-Spessart
6. Miltenberg (district)
7. Rhön-Grabfeld
8. Schweinfurt (district)
9. Würzburg (district)

În timpul reorganizării districtelor (1972-1973) au existat alte denumiri temporare și întinderi ale districtelor Haßberg, Mittelmain și Rhön-Grabfeld.

## Galerie de imagini

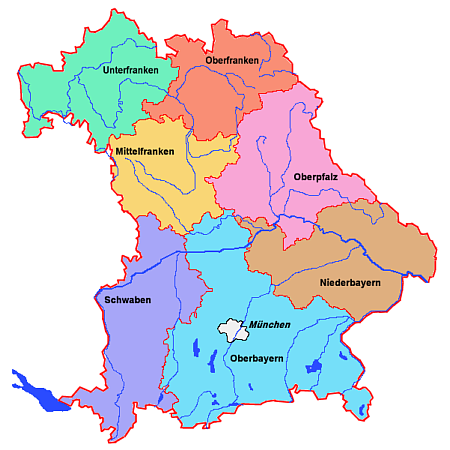
Harta landului Bavaria cu cele 7 regiuni administrative